# Тегеранський базар
Тегеранський базар (перс. بازار تهران — бāзāр-е техрāн), Великий Базар (перс. بازار بزرگ — бāзāр-е бозорг) — головний міський базар Тегерану, найбільший у світі критий ринок. Тегеранський базар розташований на території однойменного району в 12-му міському окрузі. Базар займає площу близько 3 км ², а сукупна довжина його коридорів перевищує 10 км.
Власне, базар — це безпосередній історичний центр столиці Ірану, оскільки в 6 тисячолітті до н. е. село Тегеран виникло саме на місці сучасного базару. Попри появу в Тегерані нових магазинів і торгових центрів, базар продовжує бути популярним серед жителів міста і туристів.

## Галерея

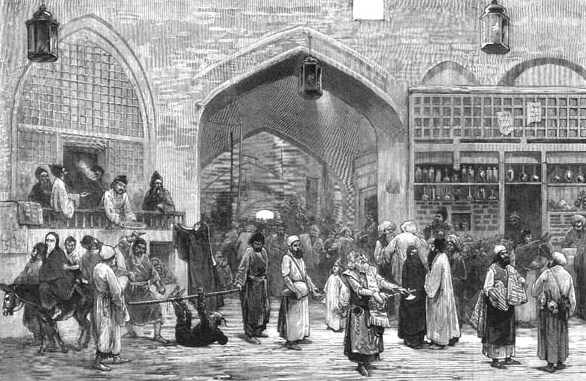
1873
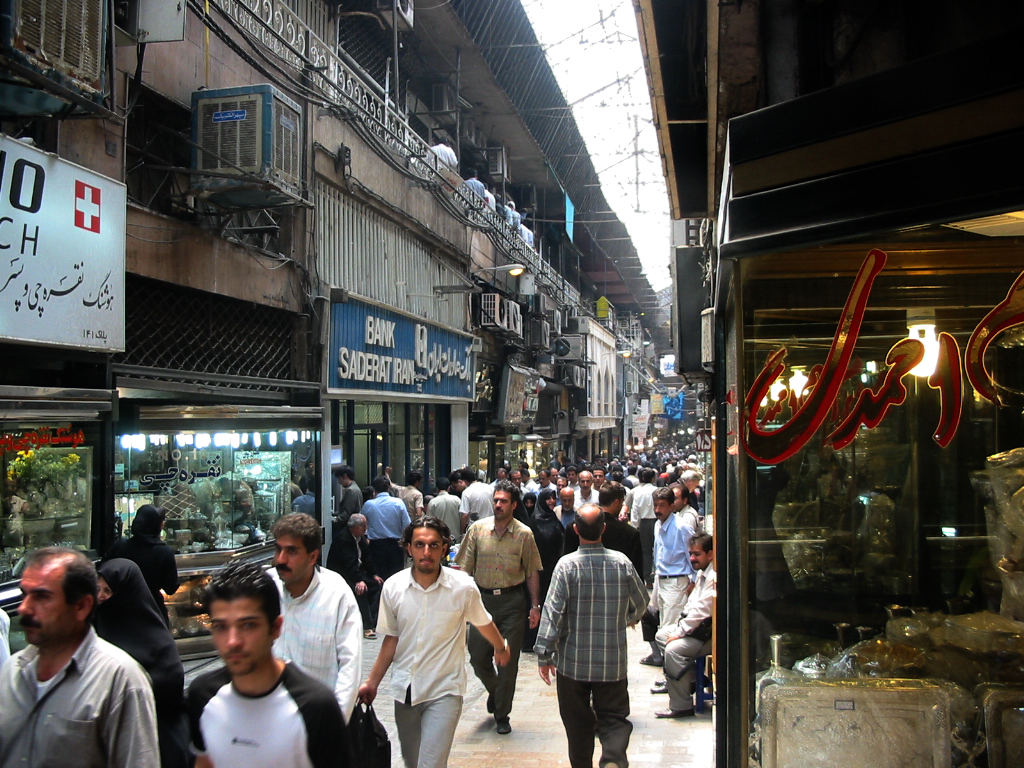
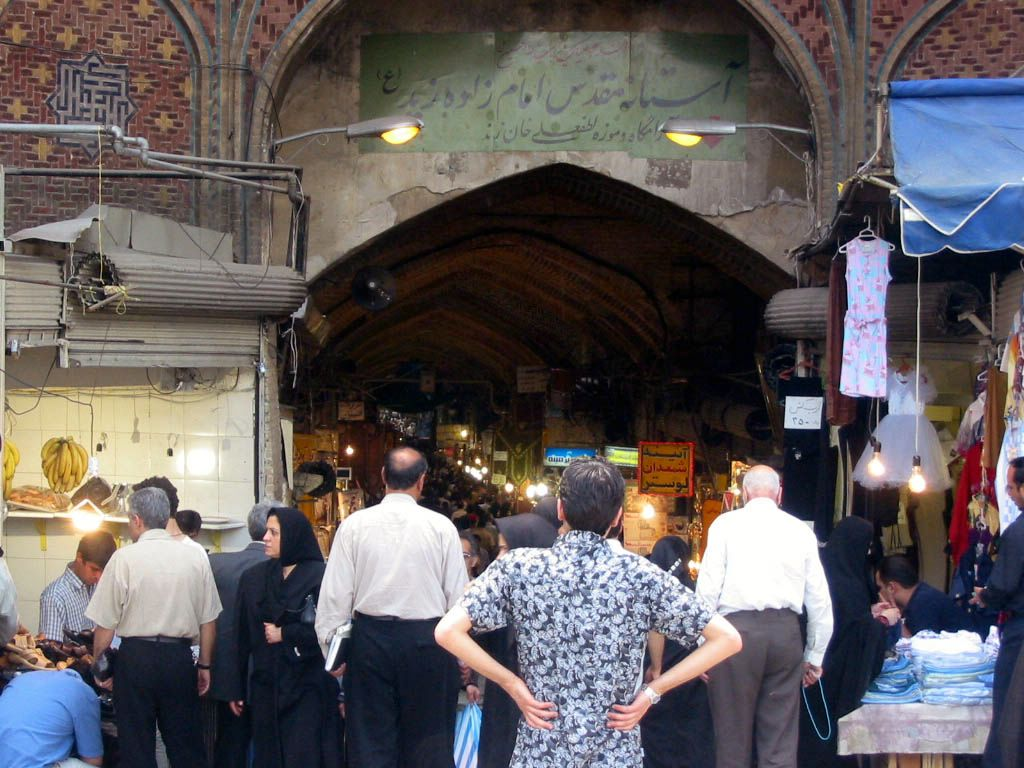
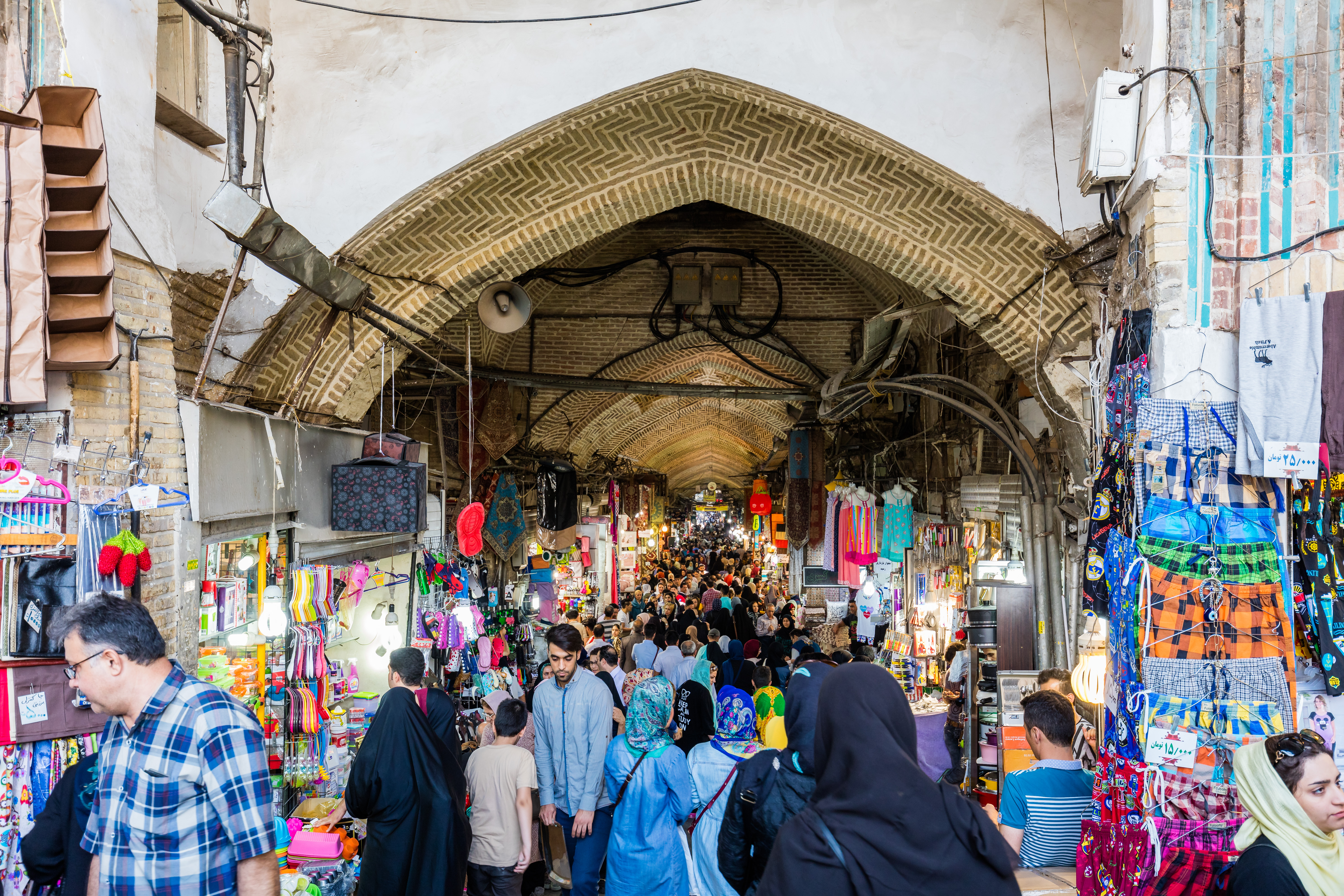
Вхід
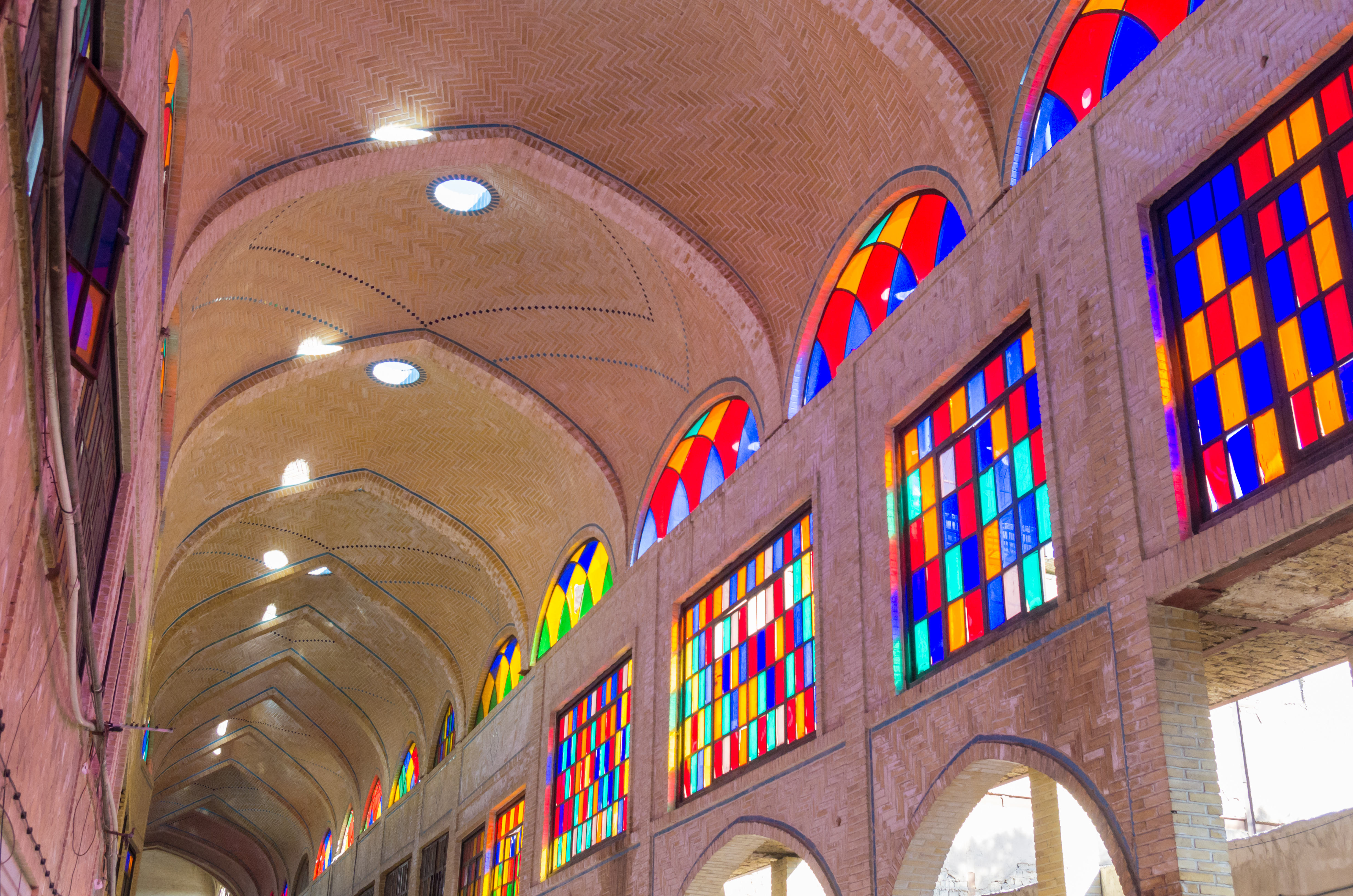
Вітражі
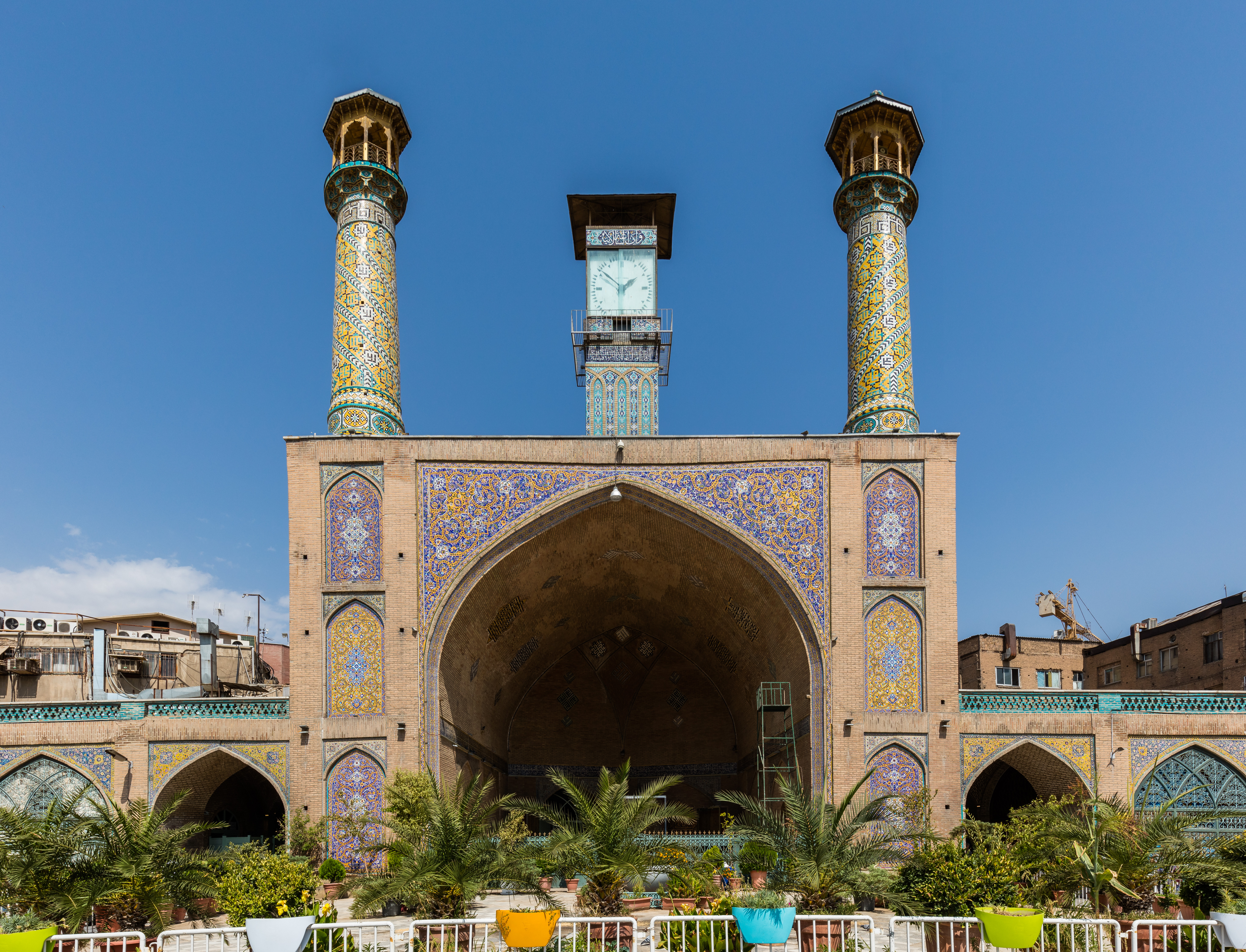
Шах Мечеть знаходиться поруч
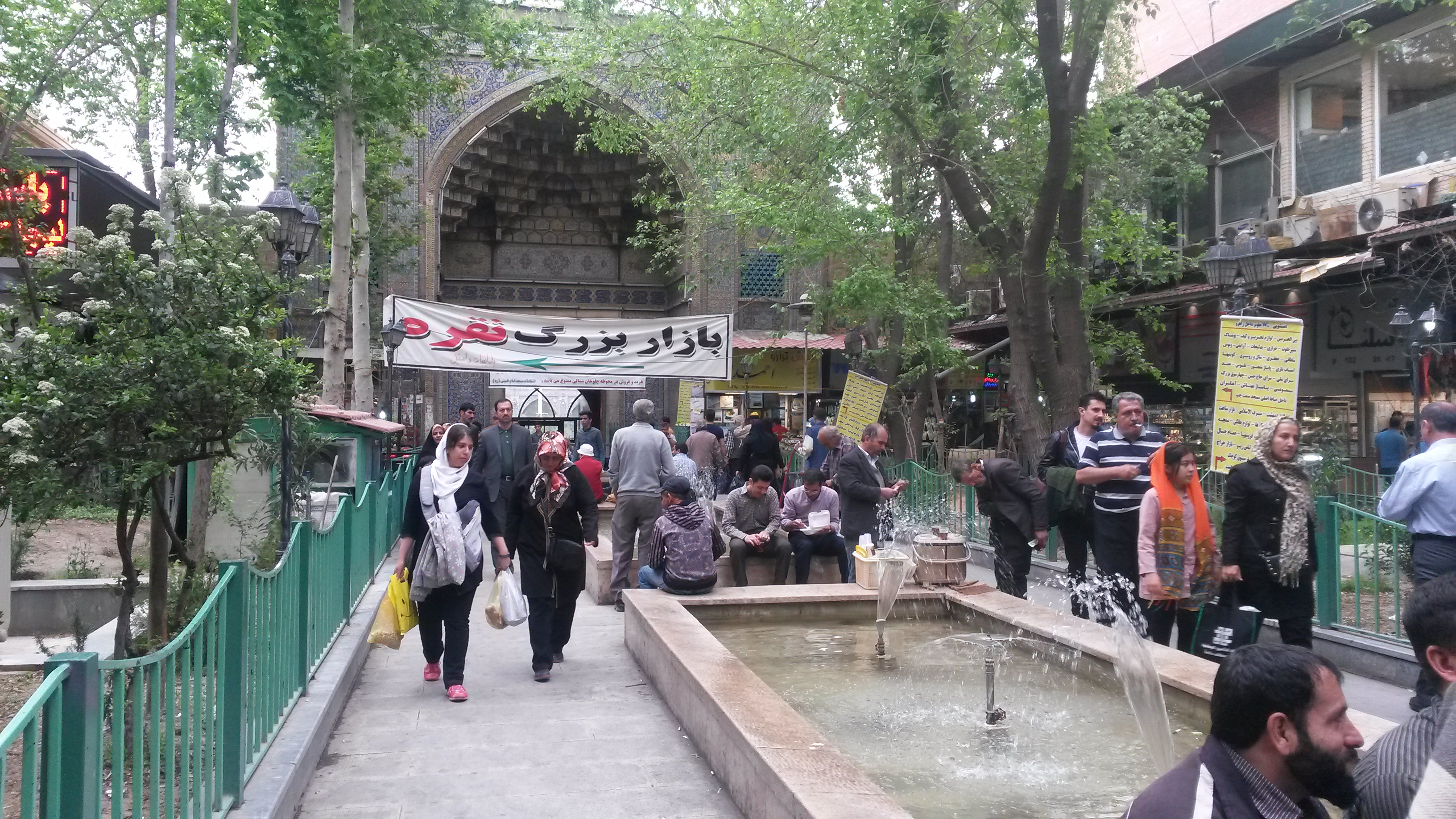
Вхід з мечеті на базар
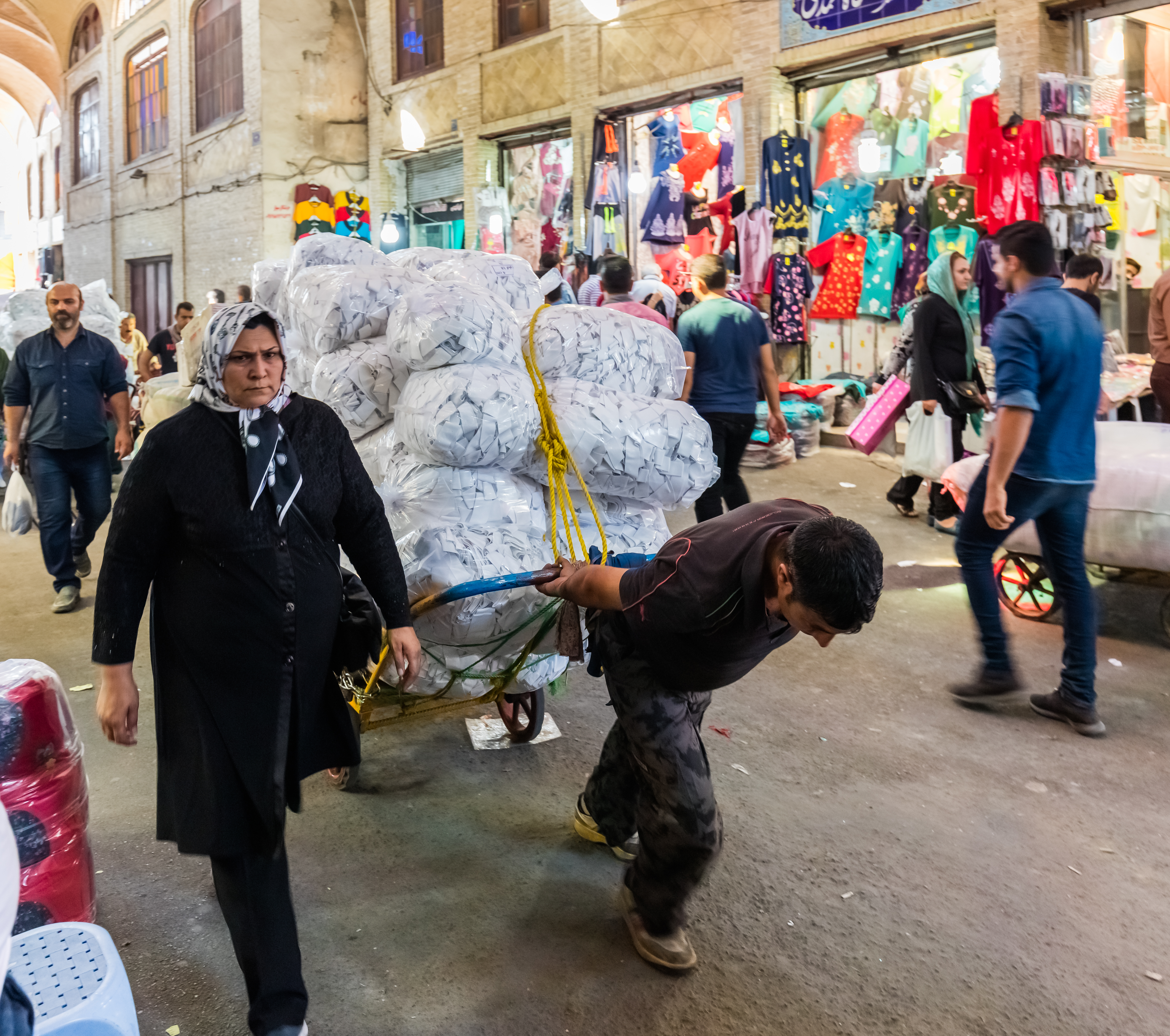
Коридор
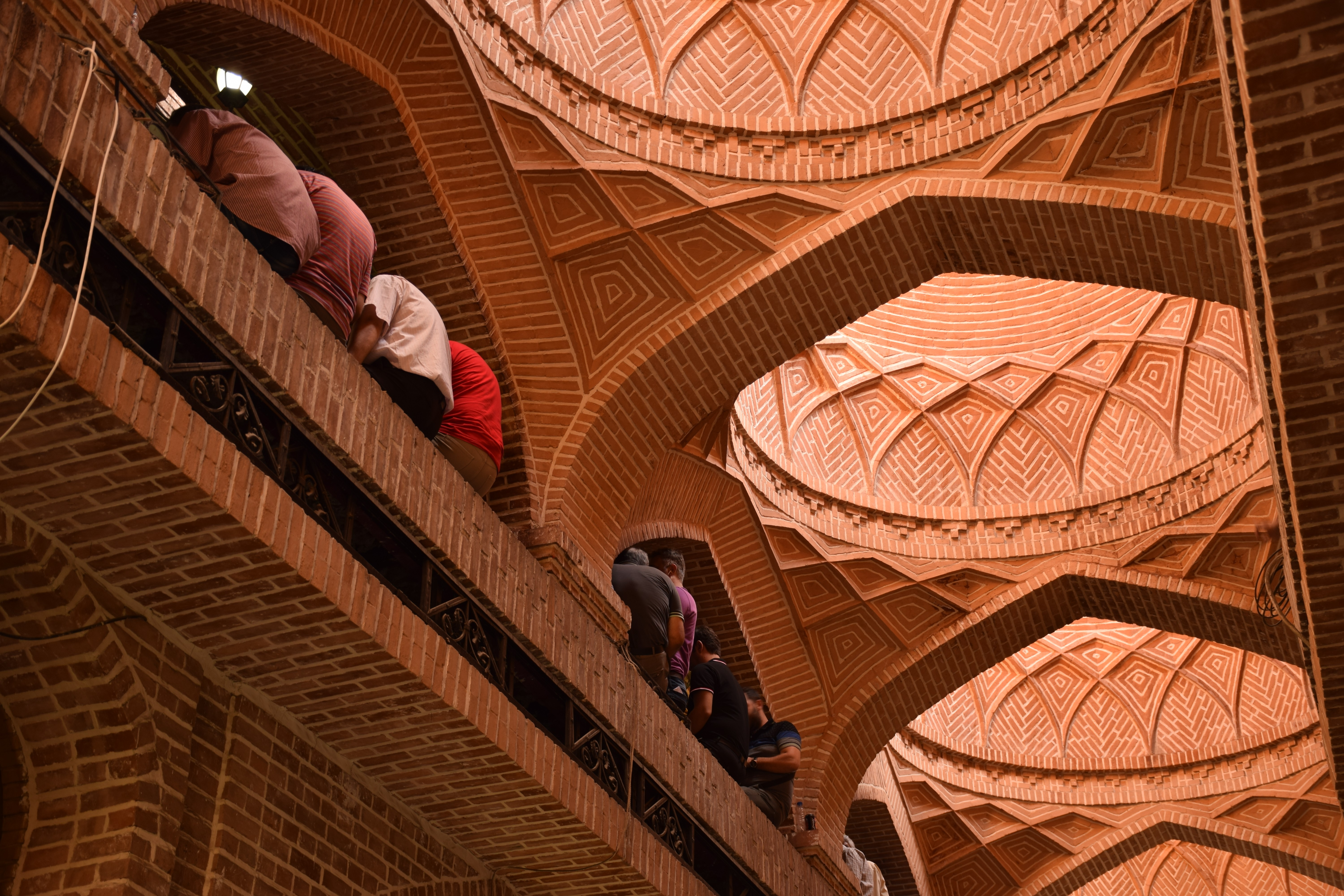
Стелі
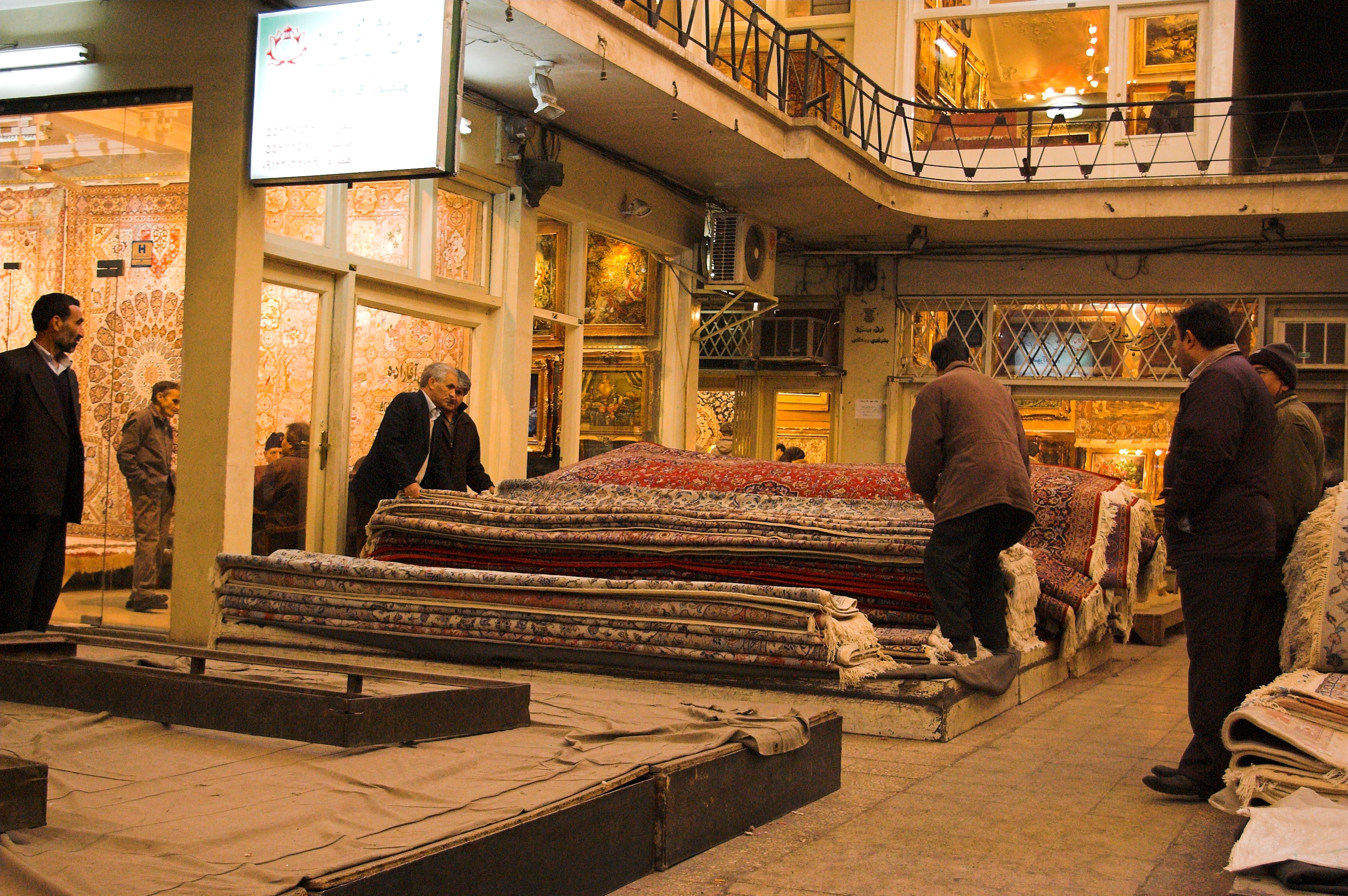
Килимові крамниці
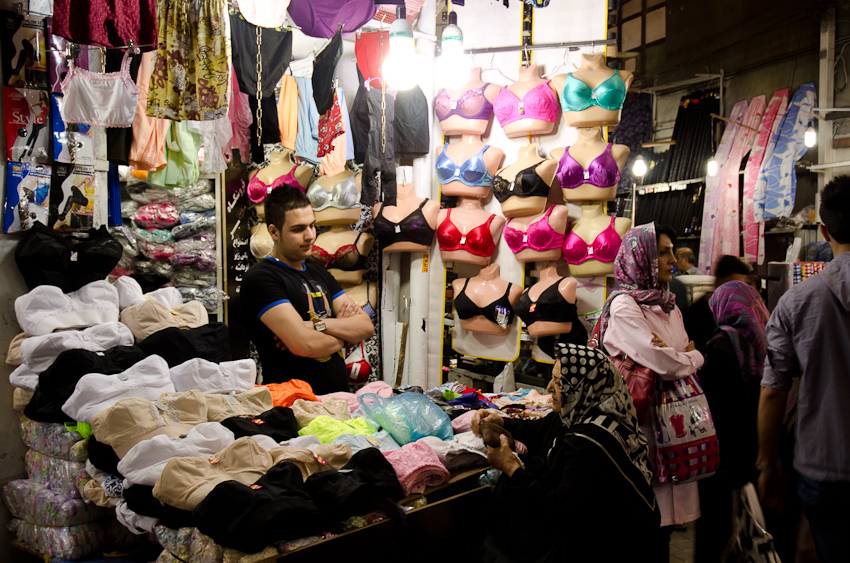
Крамниця спіднього
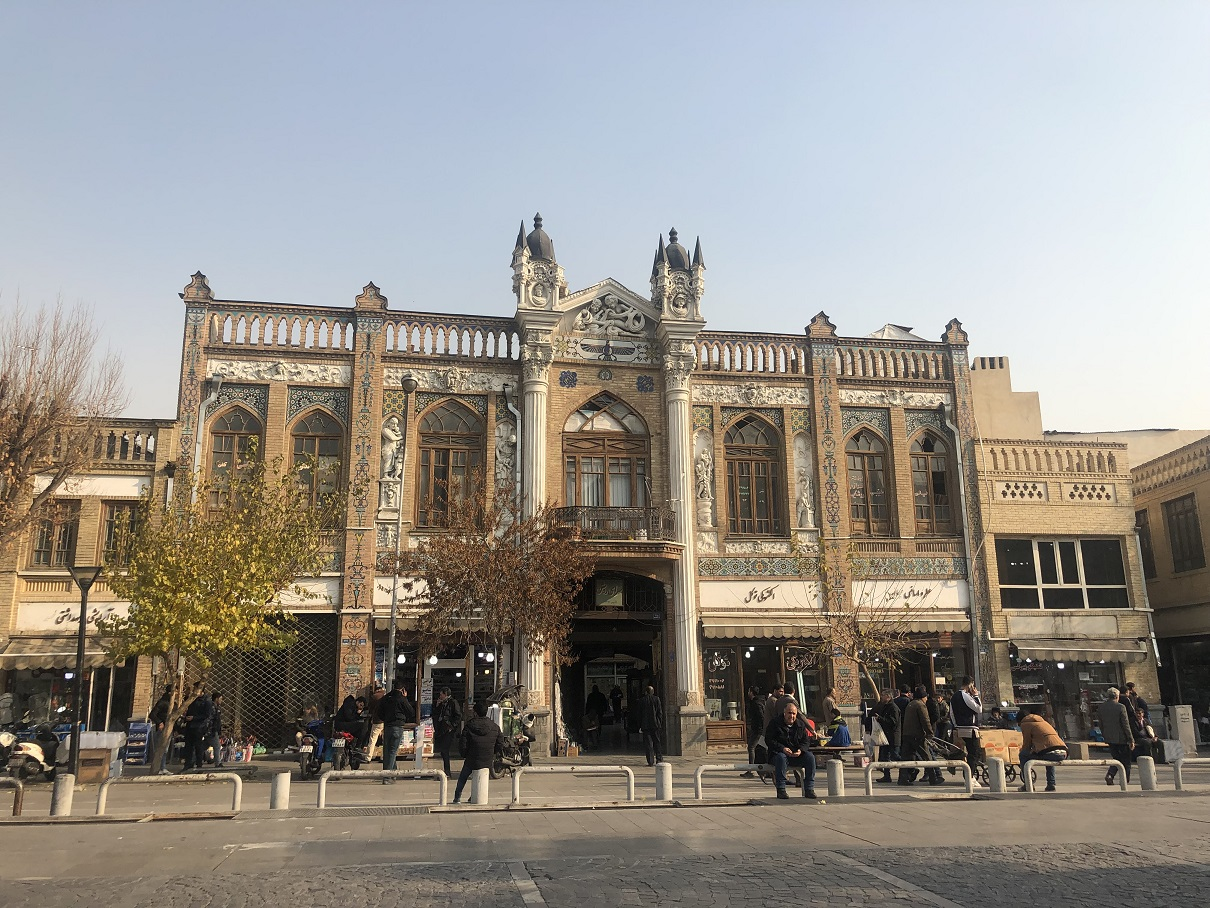
Палац Рошан
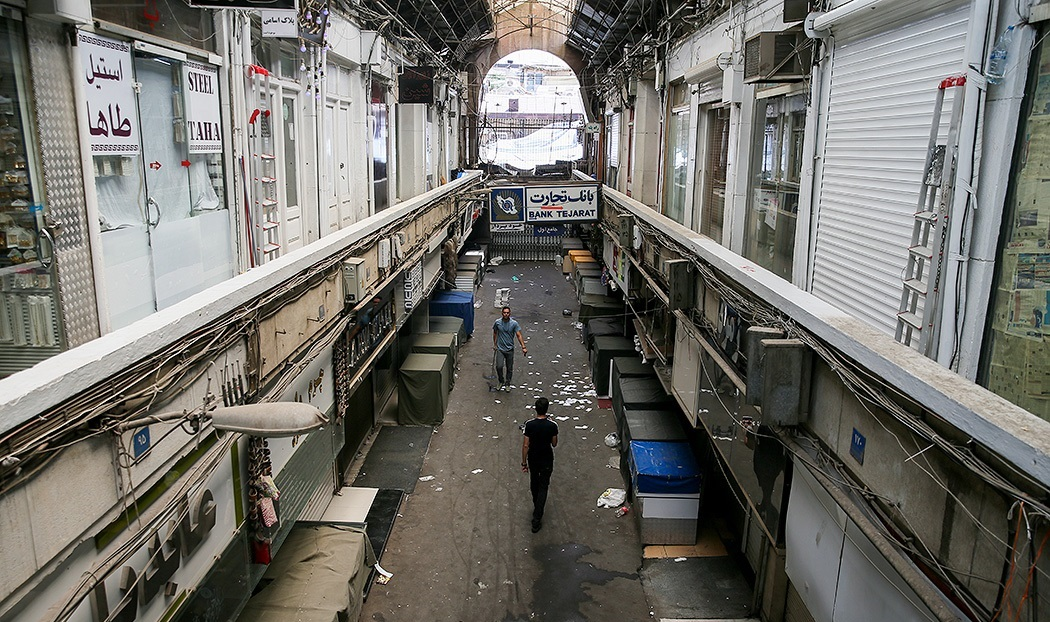
Під час страйку, 2018.
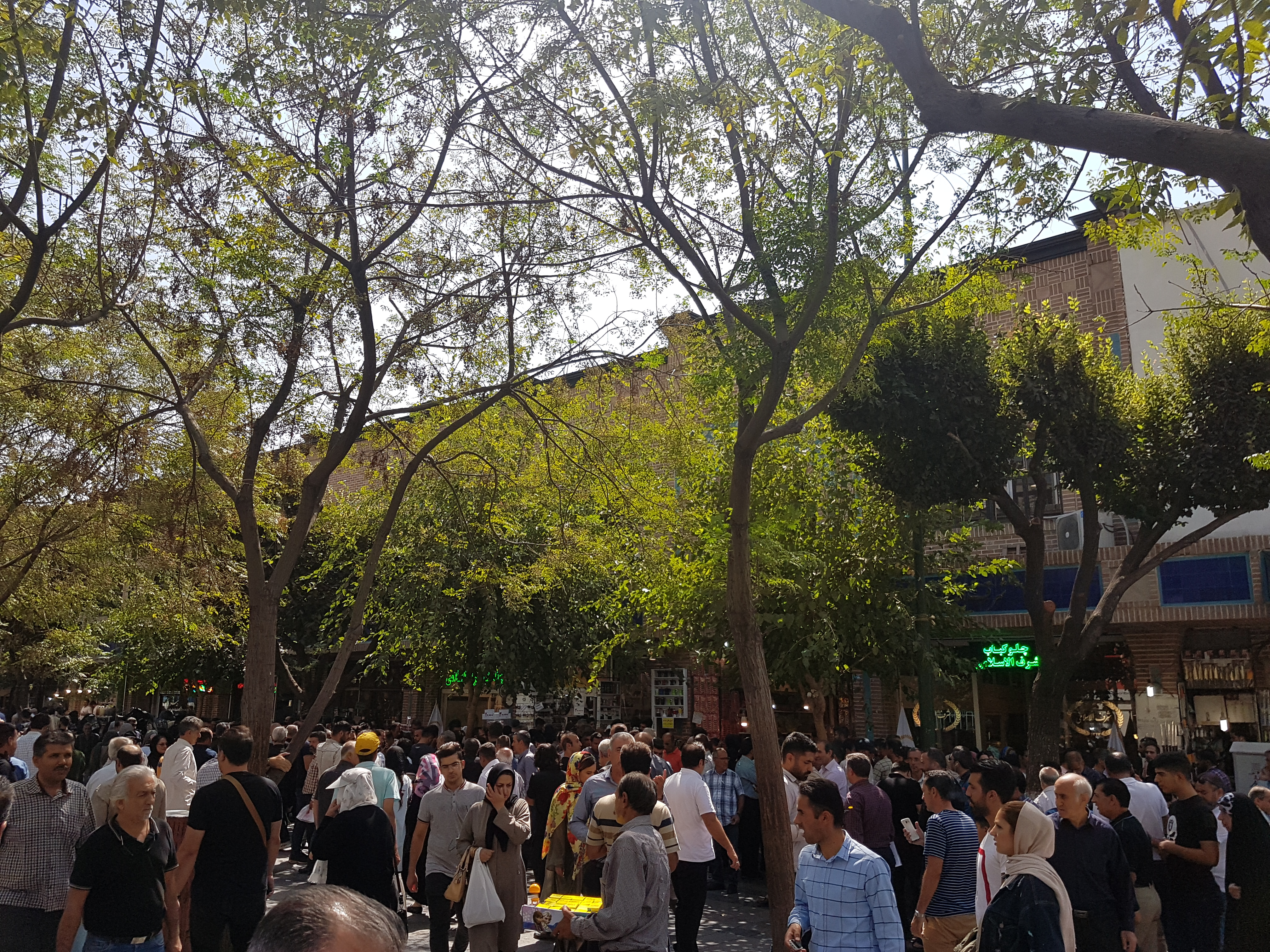
Північний вхід
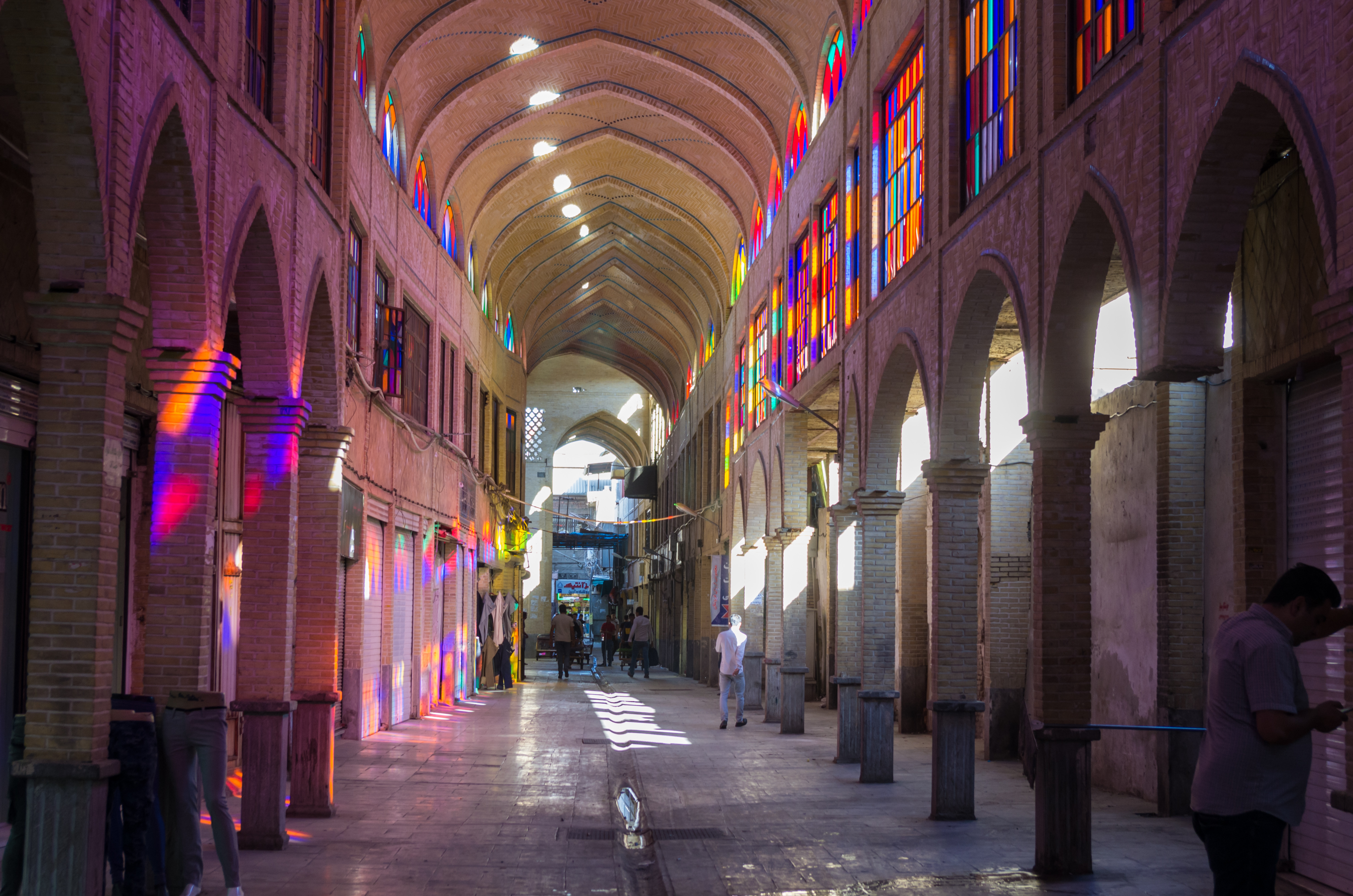
Усередині